# Armando Albuquerque
Armando Amorim Albuquerque (Porto Alegre, 29 de junio de 1901 - Porto Alegre, 16 de marzo de 1986) fue un compositor, pianista, violinista, profesor y musicólogo brasileño.
Estudió en el Instituto de Bellas Artes especializándose en violín en 1923 bajo la orientación de Oscar Simm. Trabajó en la Radio Difusora de Porto Alegre y la Rádio da Universidade y fundó la Sociedad Brasileña de Música Contemporánea y enseñó en la carrera de Música del Instituto de Artes las disciplinas de instrumentación y orquestación, contrapunto y fuga y composición. Fue pianista de grupos populares en Porto Alegre, Río de Janeiro y São Paulo.